# Prezydenci Senegalu

## Prezydenci Republiki Senegalu
| Osoba | Osoba   | Osoba                             | Kadencja        | Kadencja        | Partia polityczna           |
| #     | Portret | Imię i nazwisko                   | Od              | Do              | Partia polityczna           |
| ----- | ------- | --------------------------------- | --------------- | --------------- | --------------------------- |
| 1     |         | Léopold Sédar Senghor (1906–2001) | 6 września 1960 | 31 grudnia 1980 | UPS (do 1976) PSS (od 1976) |
| 2     |         | Abdou Diouf (1935–)               | 1 stycznia 1981 | 1 kwietnia 2000 | PSS                         |
| 3     |         | Abdoulaye Wade (1926–)            | 1 kwietnia 2000 | 2 kwietnia 2012 | PDS                         |
| 4     |         | Macky Sall (1961–)                | 2 kwietnia 2012 | 2 kwietnia 2024 | APR                         |
| 5     |         | Bassirou Diomaye Faye (1980–)     | 2 kwietnia 2024 | nadal           | PASTEF                      |